# El Piñero
El Piñero – gmina w Hiszpanii, w prowincji Zamora, w Kastylii i León, o powierzchni 19,71 km². W 2011 roku gmina liczyła 254 mieszkańców.